# 瑞丽舞花姜
瑞丽舞花姜，是于2021年在云南德宏的铜壁关自然保护区海拔800~1000米的阴湿山谷发现的一种舞花姜属植物。其仅在瑞丽弄岛和莫里片区分布有两个集群，种群数量200余株。

## 形状
它有着长圆形或卵状披针形叶，正面沿脉具糙伏毛，侧生退化雄蕊几乎等于花冠裂片，7-8毫米长，卵状长圆形，先端圆形，唇瓣黄色至橙色。根状茎肉质，短，纤细。近无柄或具短叶柄；鞘外部密被毛，叶舌长约2毫米。